# Jens Lorenz Franzen
Pour les articles homonymes, voir Franzen.
Jens Lorenz Franzen, né le 27 avril 1937 à Brême et décédé le 21 novembre 2018  à Fribourg-en-Brisgau est un paléontologue allemand.